# The Simpsons: Tapped Out
The Simpsons: Tapped Out – gra komputerowa na urządzenia mobilne (iOS i Android) wydana w modelu freemium, stworzona na podstawie amerykańskiego serialu animowanego Simpsonowie. Pozwalała ona graczom na stworzenie i zarządzanie swoją własną wersją miasta Springfield za pomocą znanych postaci i budynków. Gra była stale aktualizowana zapewniając graczom zmiany w rozgrywce. Obejmowały one dostosowanie się wyglądu miasta do trwającego aktualnie święta np. Halloween czy Bożego Narodzenia. Na urządzenia z systemem iOS gra została wydana 29 lutego 2012 w Europie, a w USA dzień później. Na Androida grę wydano 6 lutego 2013. Producentem i wydawcą gry jest EA Mobile.
Gra została usunięta z App Store i Sklepu Play 31 października 2024, a serwery zostały wyłączone 24 stycznia 2025.

## Rozgrywka
Celem gry jest odbudowanie Springfield po katastrofie nuklearnej spowodowanej przez pracownika elektrowni atomowej – Homera. W tym celu dostępnych jest wiele budowli i dekoracji wziętych prosto z serialu. Gracze wykorzystują wirtualną walutę – dolary oraz pączki (nawiązanie do ulubionej przekąski głównej postaci Simpsonów), które kupują za prawdziwe pieniądze. Zarabianie wirtualnych dolarów polega na zbieraniu gotówki z budynków oraz zlecanie bohaterowi wykonywania różnych zadań.
Gra wymaga stałego połączenia z internetem, nawet gdy gracz nie korzysta z konta Origin. Umożliwia ono synchronizację miasta pomiędzy urządzeniami oraz odwiedzanie miast innych graczy.